# Clan Tachibana (kuge)
 (septembre 2016).
Cet article est consacré au clan Tachibana (橘) des nobles de cour. Pour le clan Tachibana de samouraï (立花) voir le clan Tachibana.

Mon (emblème) du clan Tachibana.

Le clan Tachibana (橘氏) est une des quatre plus puissantes kuge (familles de noblesse de cour) de l'époque de Nara et du début de l'époque de Heian de l'histoire du Japon. 

## Histoire
Les membres de la famille Tachibana occupent souvent d'importantes positions au sein du Daijō-kan (ministère d'État), le plus fréquemment au sein du sadaijin (ministère de Gauche). Comme les autres grandes familles de la cour, ils cherchent en permanence à accroître et sécuriser leur pouvoir en épousant des membres de la famille impériale. Cependant, au fur et à mesure que le clan Fujiwara gagne en pouvoir au cours des IXe et Xe siècles, les Tachibana sont éclipsés et se dispersent dans le pays. Bien qu'ils servent à des postes gouvernementaux de haut niveau hors de la capitale, il leur est refusé le degré de pouvoir et d'influence à Kyoto (Heian-kyō) dont ils bénéficiaient à une époque. Ils n'ont pas de relation directe avec le clan de samouraïs Tachibana (立花) du XIVe siècle qui fait remonter ses origines au clan Fujiwara.
Le nom « Tachibana » est accordé à Agata-no-Inukai no Michiyo par l'impératrice Gemmei en 708. Elle est l'épouse du prince Minu, descendant de l'empereur Bidatsu et mère des princes Katsuragi et Sai. Elle épouse plus tard Fujiwara no Fuhito et donne naissance à Kōmyōshi, future impératrice Kōmyō. En 736, les princes Katsuragi et Sai reçoivent le nom « Tachibana », renonçant de ce fait à leur appartenance à la famille impériale. Ils deviennent respectivement Tachibana no Moroe et Tachibana no Sai.
Tout au long de l'époque de Heian, ils s'engagent dans d'innombrables luttes avec la famille Fujiwara en vue de dominer la politique de la cour et donc essentiellement pour détenir le contrôle de la nation. En plusieurs occasions, ces disputes dégénérèrent ouvertement en conflits armés. L'un de ces conflits est le soulèvement de Fujiwara no Sumitomo en 939-941. Bien que la rébellion soit finalement matée, la famille Tachibana finit par être dispersée et perd presque tout pouvoir.
Tachibana no Kimiyori (877-941) fait partie de ceux qui poursuivent Sumitomo à Kyūshū. Il s'y installe et s'établit lui-même comme  représentant officiel de la cour. Lui ou ses descendants donnent probablement leur nom au château de Tachibana d'après lequel le futur clan Tachibana du XIVe siècle se nomme. Une autre branche de la famille se développe dans la province d'Iyo, connue comme la famille Tachibana d'Iyo. Tachibana Tōyasu, qui a exécuté Fujiwara no Sumitomo, est un des premiers descendants de cette branche ; Kusunoki Masashige, un célèbre commandant pro-impérial du XIVe siècle, prétendait descendre de Tōyasu.

## Membres importants du clan
- Inukai no Michiyo (ancêtre)

### Deuxième génération
- Tachibana no Moroe (橘諸兄, 684-757) : fils de Michiyo ; aussi appelé Katsuragi no Ō-kimi (葛城王. Udaijin en 738 ; sadaijin (chancelier) en 751 ; détenteur effectif du pouvoir jusqu'en 756. En bonne entente avec les Fujiwara. Puis retrait, soupçonné par l'impératrice Kōken d'être impliqué dans une conspiration.
- Tachibana no Sai (橘佐為 : fils de Michiyo ; aussi Sai no Ō-kimi (佐為王).
- Muro no Ōkimi 牟漏女王 : fille de Michiyo ; épouse de Fujiwara no Fusasaki.

### Troisième génération
- Tachibana no Naramaro (橘奈良麻呂, mort en 757) : fils ainé de Moroe. Passe pour susceptible d'avoir participé, l'année de la mort de son père, au complot du prince déchu, Funado, contre l'impératrice Kōken. Exécuté.

### Quatrième génération
- Tachibana no Shimadamaro (橘島田麿) : fils de Naramaro.
- Tachibana no Kiyotomo (橘清友) : fils de Naramaro.

### Cinquième génération
- Tachibana no Kachiko (橘嘉智子) : fille de Kiyotomo, épouse de l'empereur Saga.
- Tachibana no Ujikimi (橘氏公) : fils de Kiyotomo, dont le fils[Quoi ?], 橘岑継.

### Générations ultérieures
- Tachibana no Hayanari (橘逸勢) : dirigeant, formé en Chine. Poète, calligraphe ; un des sanpitsu ; mort en 842.
- Tachibana no Hiromi (橘広相) : érudit, cinq générations de Moroe ; sert les empereurs Yōzei, Kōkō et Uda.
- Tachibana no Kimisai (?) (橘公材) : deuxième fils de Hiromi.
- Tachibana no Kimiyori (橘公頼) : cinquième fils de Hiromi ; gouverneur de la région administrative spéciale de Kyūshū (Dazai gonnosochi) ; combat Fujiwara no Suminori, le frère cadet de Fujiwara no Sumitomo.
- Tachibana no Aritsura (橘在列) : mort en 953. Moine tendai et écrivain.
- Tachibana no Toshimichi (橘敏通) : troisième fils de Kimiyori ; joue un rôle important dans la lutte contre Fujiwara no Sumitomo et Suminori. Gouverneur de la province de Chikugo. Ancêtre de la lignée Chikugo (Kyūshū) de la famille.
- Senkan (千観) : quatrième fils de Kimiyori. Moine du Jōdo shū (école de la Terre pure).
- Tachibana no Yoshiyuki (橘善行) : nom bouddhiste Shōkū ; fondateur du Enkyō-ji.
- Zōga (蔵賀) : vit sur l'île de Tōnomine.
- Kōkei (皇慶) : moine du bouddhisme vajrayāna.
- Tachibana no Nagayasu (橘永愷) : poète ; aussi connu sous son nom bouddhiste Nōin.
- Tachibana no Michisada (橘道貞) : coopération avec Fujiwara no Michinaga.
- Ko-shikibu no Naishi (小式部内侍) : poétesse ; fille de Michisada.
- Tachibana no Tamenaka (橘為仲) : poète.
- Tachibana no Tōyasu (橘遠保) : issu du clan Ōuchi, ancêtre de la lignée Iyo de la famille. Combat contre Fujiwara no Sumitomo.
- Tachibana no Toshitsuna (1028-1094) : fils illégitime de Fujiwara no Yorimichi. Chef du département des bâtiments impériaux, rang moyen à la cour, passe pour être l'auteur du Sakuteiki.
- Tachibana no Tōshige (橘遠茂) : mokudai de Suruga ; descendant de Tōyasu (lignée Iyo).
- Tachibana no Toshimichi (mort en 1051 ou 1058) : mari de la poétesse Sugawara no Takasue no Musume.
- Tachibana no Kiminaga (橘公長) : bourreau de Taira no Munemori.
- Tachibana no Kiminari (橘公業) : fils de Kiminaga; fondateur du clan Kokajima.
- Tachibana no Narisue (橘成季) : au service de Kujō Michiie.

## Source de la traduction
- (de) Cet article est partiellement ou en totalité issu de l’article de Wikipédia en allemand intitulé « Tachibana (Kuge) » (voir la liste des auteurs).